# 畲江镇
畲江镇是中国广东省梅州市梅县区下辖的一个镇，位于梅县区西南部，兴宁、丰顺、五华交界处，总面积175平方公里，辖23个行政村和2个居民委员会，常住居民人口约为4.5万人。
工艺编织业是镇的特色产业，2005年全镇工农业总产值11亿元。此外，省级高新区-广东梅州高新技术产业园区（广梅产业园）位于畲江镇。

## 行政区划
畲江社区、径义社区、公和村、红星村、官铺村、新化村、太湖村、中坑村、彰三村、彰坑村、双龙村、松林村、咸和村、杉里村、双罗村、上墩村、成山村、连江村、双溪村、松棚村、双坪村、赤岭村、叶田村、径心村和叶华村。

## 交通
畲江镇地理位置优越， 206国道贯穿全镇， 汕梅高速公路、 兴畲高速公路、梅龙高速公路亦在此交汇。
- 梅汕铁路：畲江北站
- 广梅汕铁路：畲江站